# Light Airborne Multi-Purpose System
Le Light Airborne Multi-Purpose System, ou LAMPS (pour « système aéroporté léger multi-usages »), est le programme de la United States Navy qui développe des hélicoptères devant assister les flottes de surface dans la lutte anti-sous-marine.

## But du programme
Le but du programme LAMPS est de patrouiller aux frontières des portées radar et sonar d'une flotte navale afin de détecter et traquer des sous-marins ennemis ou des navires d'escorte armés de missiles, puis transmettre les données en temps réel à leur vaisseau-mère LAMPS. Ils ont également la capacité à engager directement des cibles ennemies, à l'aide de grenades anti-sous-marines ou de torpilles, ou indirectement, en coordonnant les éléments de la flotte présents sur place.

## Histoire

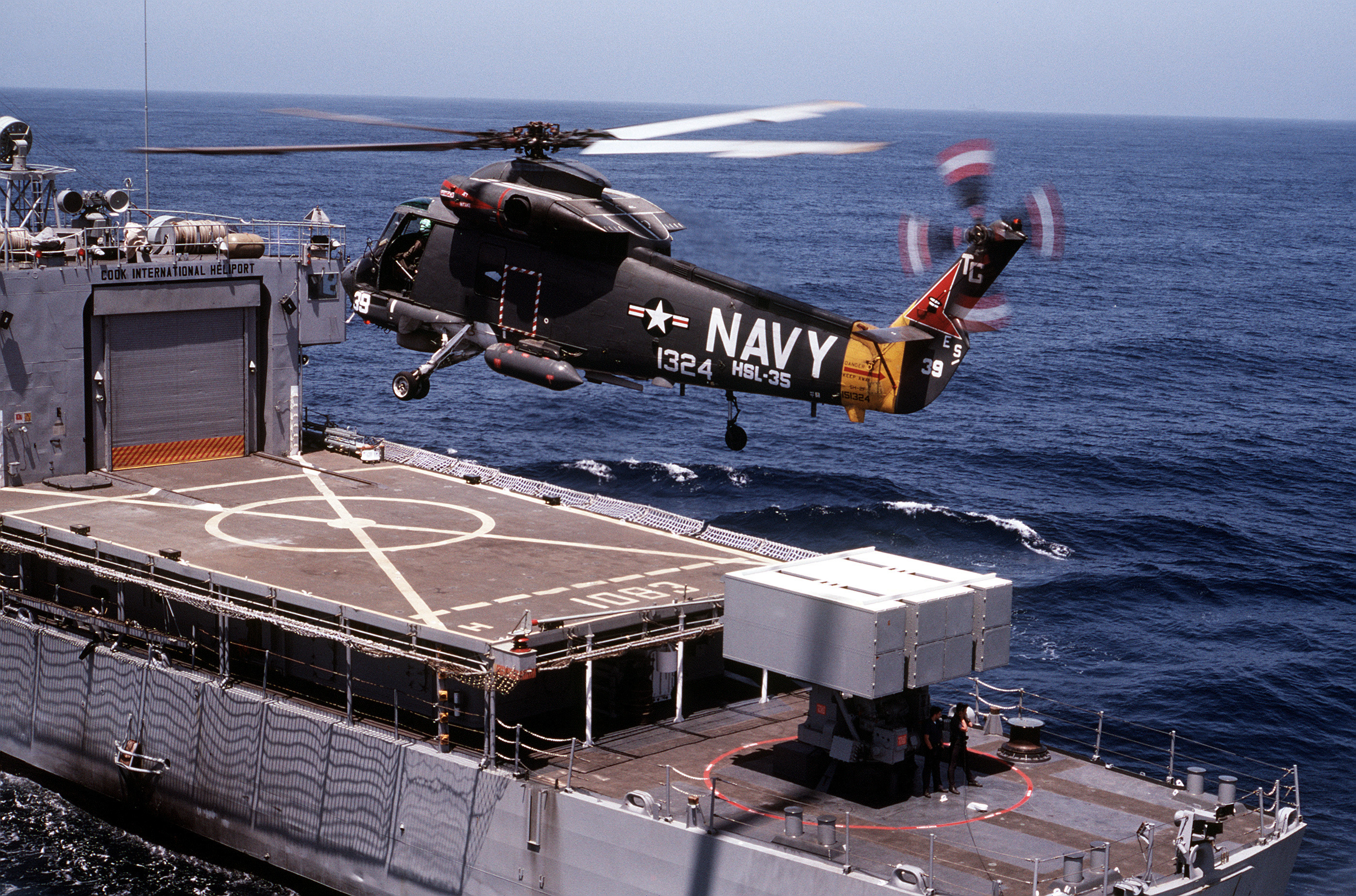
Un hélicoptère Kaman SH-2F Seasprite à l'approche de la plateforme arrière de la frégate USS Cook (FF-1083), en 1981.

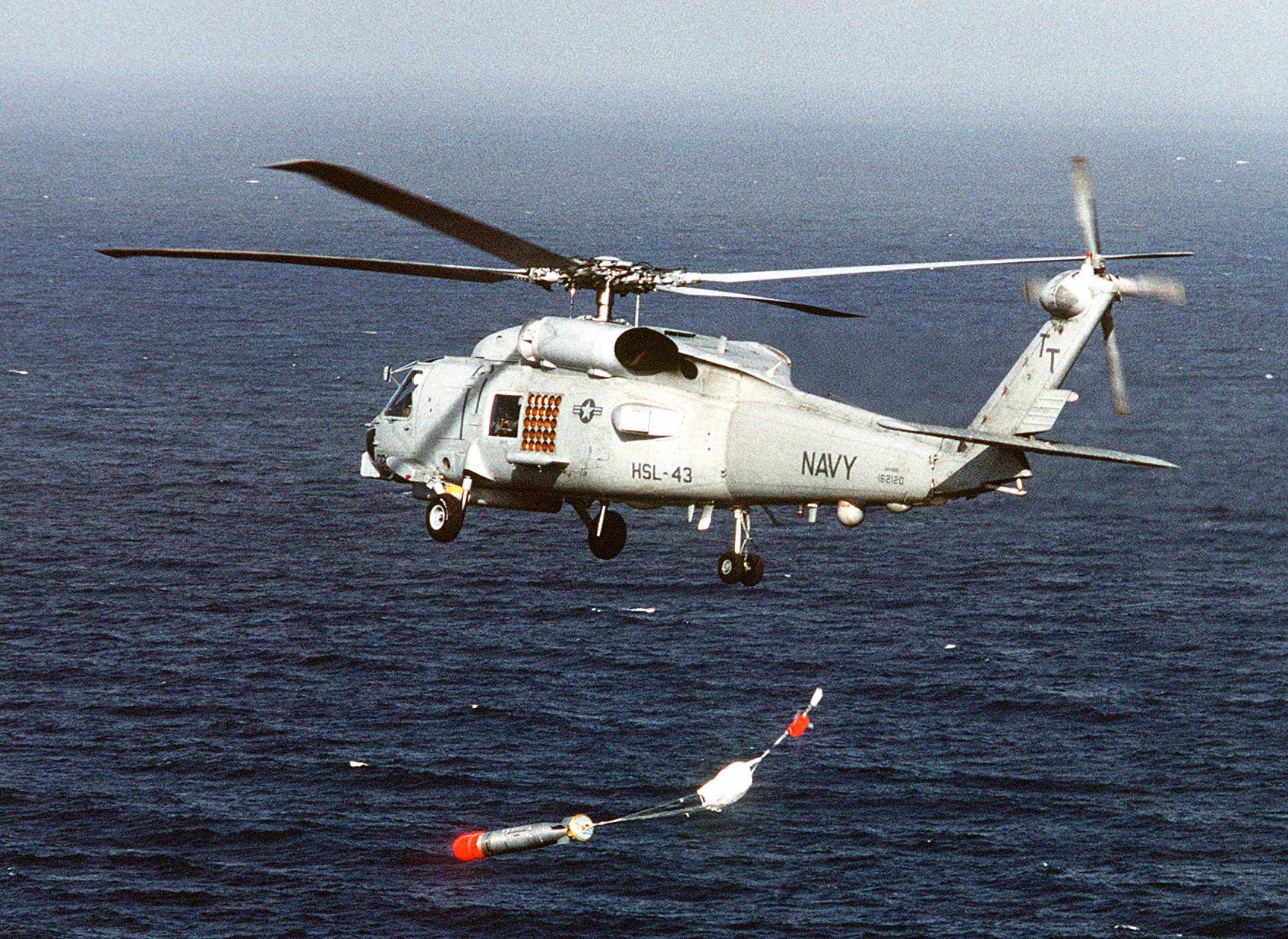
Un hélicoptère SH-60B Seahawk larguant une torpille Mark 46 au large du sud de la Californie.

Programme à longue portée d'un montant de 3,9 milliards de dollars, le programme LAMPS fut développé par la US Navy en réaction à un constat de déficience en moyens de lutte anti-sous-marine. Il fut lancé à la suite d'une demande émis en 1970 par le Chief of Naval Operations (CNO), demandant le développement urgent d'un hélicoptère de soutien servant également d'arme anti-sous-marine tactique pour les navires, grâce à l'emport de capteurs, de systèmes de traitement et de systèmes d'affichage performants, permettant ainsi à une flotte navale d'étendre ses capacités au-delà des limitations classiques de portée visuelle ou sonar pour les opérations de détection, poursuite et engagement des menaces sous-marines,.
Afin de répondre aux besoins de la lutte anti-sous-marine, la US Navy développa le LAMPS, qui fut initialement réalisé, au début des années 1970, par l'installation d'équipement naval et la conversion du Kaman SH-2 Seasprite — alors déjà présent dans l'inventaire de la Marine américaine — au standard LAMPS. Les résultats de cette conversion s'étant montrés positifs, la Marine prévit alors de mettre en place une deuxième version, la Mark II (Mk.II), utilisant les mêmes systèmes électroniques mais installés sur d'autres plateformes. Toutefois, en 1972, le CNO décida d'abandonner la version Mark II en faveur de la version Mark III, plus avancée. Cette dernière employait des systèmes électroniques améliorés, offrait la possibilité d'utiliser des missiles antinavires — tels l'AGM-119 Penguin —, les systèmes de vision nocturne, et apportait une portée d'action plus importante, ainsi qu'un système de récupération, assistance, sécurisation et déplacement (RAST, pour Recovery, Assist, Securing, and Traversing), ce qui permettait aux hélicoptères ainsi équipés de disposer de capacités de récupération atteignant une « mer 5 », correspondant à des vents de 33 nœuds (61 km/h) et une hauteur de vagues de 4 m.
Proposé par Sikorsky, le S-70L — depuis redésigné SH-60B Seahawk — remporta la compétition LAMPS Mk.III en septembre 1977 face au Model 237 (en) de Boeing-Vertol, recevant alors un contrat de développement de 2,7 millions de dollars de la part de la Navy pour son développement initial. General Electric reçut elle un contrat de 547 000 dollars pour un développement plus poussé du turbomoteur T700-GE-401, devant produire plus de puissance et résistant mieux à la corrosion, tandis qu'un contrat supplémentaire, d'un montant de 17,9 millions de dollars, fut attribué à IBM Federal Systems pour continuer le développement de l'avionique permettant au SH-60B de correspondre au standard LAMPS Mark III. Le 28 février 1978, le département de la Défense des États-Unis (DoD) autorisa le développement complet du SH-60B et attribua un nouveau contrat de 109,3 millions de dollars à Sikorsky pour le développement, la fabrication et les essais en vol de cinq prototypes, auxquels devait s'ajouter un autre destiné aux essais au sol. Précédemment, Sikorsky avait mis à jour la maquette d'une cellule d'UH-60A Blackhawk au standard SH-60B pour la présenter aux officiels du DoD avant l'attribution du contrat de développement. Elle avait été utilisée entre juillet et août 1978 pour des vérifications de compatibilité avec les navires de la Marine, en la manipulant à bord des frégates USS Oliver Hazard Perry et USS Arthur W. Radford.
Mi-septembre 1978, après une demande du Congrès, la Marine annonça au Comité des forces armées du Sénat (Senate Armed Services Committee) qu'elle avait restructuré le projet LAMPS afin de réaliser une réduction de budget de 402,1 millions de dollars, tout en n'affectant pas le programme principal de 3,9 milliards de dollars, ceci afin d'éviter sa clôture définitive en faveur d'une « simple » mise-à-jour du LAMPS Mark I.
En février 1979, la transmission principale du SH-60B réalisa des essais de qualification, au cours desquels elle fut testée à une puissance maximale de 3 600 ch (2 647,4 kW), ce qui était 600 ch de plus que les spécifications de performances requises par la Navy. Le 29 mars 1979 commença l'assemblage final du premier prototype du Seahawk, son premier vol d'essai étant réalisé le 12 décembre de la même année. Ce vol fut suivi par ceux des quatre autres prototypes au début et au milieu de l'année 1980, suivis par une évaluation opérationnelle en novembre 1980, juste à temps pour obtenir les résultats pour une revue de la part du Bureau de revue des acquisitions des systèmes de la Défense (en) (DSARC, Defense System Acquisition Review Council). Avec l'appui du DSARC, la Marine parvint à obtenir une autorisation du Congrès pour l'achat de 204 exemplaires de ces nouveaux appareils.
Les évaluations opérationnelles (OPEVAL) du programme LAMPS Mark III furent achevées en février 1962 et déterminèrent que le programme était efficace et convenait aux attentes. Les mêmes évaluations effectués sur sa première évolution, le LAMPS Mk.III Block I, furent réalisées en 1993 et donnèrent les mêmes résultats. Le développement de la mise-à-jour LAMPS Mk.III Block II commença en 1993, reprenant les modifications du Block I et y ajoutant des modifications d'avionique majeures. La Navy avait pour objectif d'inclure cette mise-à-jour sur d'anciennes cellules de SH-60B, SH-60F et HH-60H ayant été sélectionnées pour l'extension de vie opérationnelle SLEP (pour Service Life Extension Program) du H-60, l'appareil résultant devant être désigné SH-60R.

## Aéronefs liés au programme LAMPS
- Kaman SH-2F Seasprite (LAMPS Mk.I, retiré du service) ;
- SH-60B Seahawk (LAMPS Mk.III) ;
- MH-60R Seahawk (Mise à jour LAMPS Mk.III Block II)

### Presse écrite
: document utilisé comme source pour la rédaction de cet article.
- (en) United States Navy Supply Corps, « LAMPS Highlighted at Aviation Conference », Navy Supply Corps Newsletter, Supply Systems Command, US Navy Department, vol. 35, no 2,‎ février 1972 (présentation en ligne, lire en ligne).